# شراب دوهات
شراب دوهات که به آن شراب لومبوی نیز اطلاق می‌شود، یک شراب میوه‌ای فیلیپینی است که از میوه‌های آلو سیاه (دوهات) تهیه می‌گردد. این شراب رنگ بنفش-قرمز روشن دارد و بیشتر در جنوب لوزون تولید می‌شود.